# Busso Peus (Politiker)

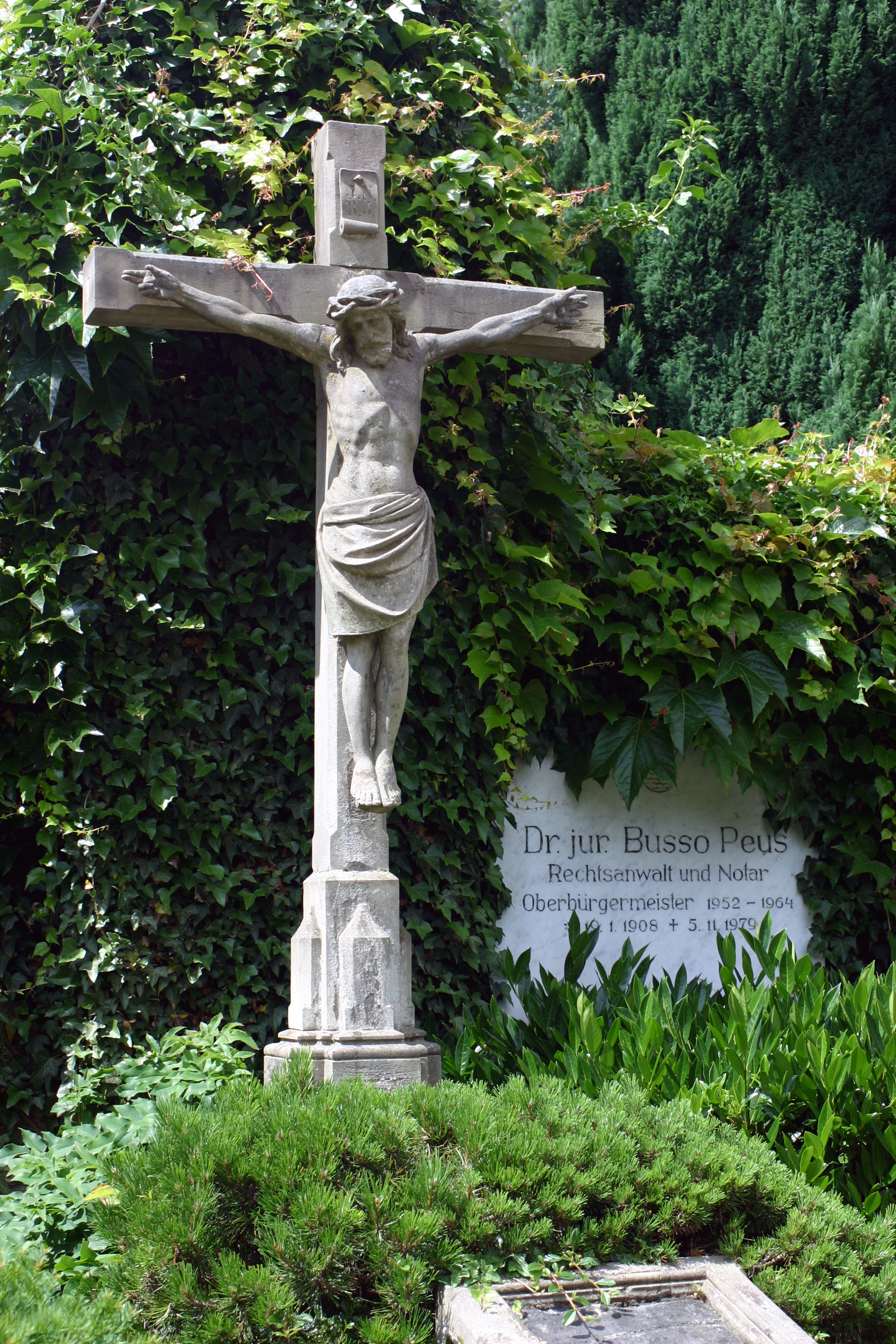
Grabmal auf dem Zentralfriedhof in Münster

Busso Peus (* 19. Januar 1908 in Münster; † 5. November 1979 ebenda) war ein deutscher Jurist und Politiker (CDU). Er war von 1952 bis 1964 Oberbürgermeister der Stadt Münster.

## Leben
Peus, Sohn von Fritz-Carl Peus, studierte nach dem Abitur in Heidelberg Rechtswissenschaften und wurde Mitglied der katholischen Studentenverbindung KStV Palatia Heidelberg im KV. 1933 promovierte er und trat in die väterliche Kanzlei ein. 1942 wurde er zum Kriegseinsatz einberufen, geriet in Gefangenschaft und kehrte im November 1946 nach Münster zurück.
Als Mitglied der CDU wurde er 1952 zum Oberbürgermeister seiner Heimatstadt gewählt und hatte diesen Posten bis 1964 inne. Peus war wesentlich am Wiederaufbau von Münster beteiligt und knüpfte nationale und internationale Kontakte sowie Städtepartnerschaften. Die Stadt Orléans ernannte Peus 1964 zu ihrem ersten ausländischen Ehrenbürger.
Peus arbeitete als Rechtsanwalt und Notar, war darüber hinaus Mitglied im Kulturausschuss des Deutschen Städtetags. Beim Städtetag Nordrhein-Westfalen war er Mitglied im Schulausschuss. Bei der Deutsch-Niederländischen Gesellschaft wirkte er als Vorsitzender. Von 1960 bis 1961 war er zudem Präsident des Westfälischen Reitervereins.
Er war mit Annemarie Peus (1916–2008), Trägerin des Bundesverdienstkreuzes und der Paulus-Plakette der Stadt Münster, verheiratet. Er war der Vater von Gabriele Peus-Bispinck.